# Keesja Gofers
Keesja Kaia Gofers, född 19 mars 1990 i Sydney, är en australisk vattenpolospelare. Hon ingick i Australiens damlandslag i vattenpolo vid olympiska sommarspelen 2016, 2020 och 2024.
Gofers studerade vid University of Sydney där hon spelade för Sydney Uni Water Polo Club som också kallas Lions. Hon tog VM-silver 2013 och VM-brons 2019. Gofers tog OS-silver i damernas turnering i vattenpolo vid olympiska sommarspelen 2024 och hon är syster till Taniele Gofers som tog OS-brons 2008, också i vattenpolo.